# Calul lui Przewalski
Calul lui Przewalski (Equus ferus przewalskii, Equus przewalskii sau Equus caballus przewalskii, clasificarea este disputată), numit și calul sălbatic asiatic, calul sălbatic mongol sau Takhi, este o specie de cal sălbatic, cea mai apropiată rudă sălbatică a calului domestic.
Cei mai mulți cai „sălbatici” din ziua de astăzi, ca mustangul american sau brumby australian, sunt de fapt animale sălbăticite, cai care au fost demult animale domestice, dar au scăpat și s-au întors la o stare aparent sălbatică. Calul lui Przewalski, pe de altă parte, nu a fost niciodată domesticit cu succes. Au existat mai multe ecvide nedomesticite niciodată, printre ele numărându-se de exemplu tarpanul. Cele mai multe au dispărut însă, iar calul lui Przewalski și anumite subspecii de onagru au rămas singurii cai cu adevărat sălbatici din lume.

## Taxonomie
Poliakov, care a afirmat că animalul e o specie de cal sălbatic, i-a dat numele oficial de Equus przewalskii (Poliakov 1881). Dar specialiștii nu au căzut de acord asupra clasificării corecte. Unii îl consideră o specie separată, ultimul descendent al calului sălbatic Equus ferus, alții îl încadrează ca o subspecie de Equus caballus. Controversa va fi rezolvată numai când strămoșul comun din care au evoluat calul lui Przewalski și cel domestic va fi determinat. Deși calul lui Przewalski are 66 de cromozomi, spre deosebire de calul domestic care are 64, acestea sunt singurele ecvide care se pot încrucișa și produce descendenți fertili, având 65 de cromozomi.

## Populație
La un recensământ din 2005, populația mondială de cai Przewalski număra aproximativ 1500 de exemplare. Toți erau descendenți ai celor 31 de cai care existau în captivitate în 1945, aceștia la rândul lor descendenți din aproximativ 15 capturați în 1900. O colaborare între Societatea Zoologică din Londra și niște oameni de știință mongoli a avut ca rezultat reintroducerea cu succes a acestor cai din grădinile zoologice în habitatul lor natural din Mongolia, iar din 2005 există o populație liberă de 248 de animale.

## Comportament
În sălbăticie, calul lui Przewalski trăiește în grupuri sociale constând într-un armăsar dominant, o iapă dominantă, alte iepe, și mânjii lor. Viața lor zilnică este similară cu cea a turmelor de cai sălbăticiți. Fiecare grup are un teritoriu bine stabilit. În interiorul acestuia, herghelia parcurge între 5 și 10 km pe zi, păscând, adăpându-se, mâncând sare și dormind. Noaptea, turma se adună și doarme aproximativ patru ore. Zonele mai multor turme se pot suprapune fără conflict, deoarece armăsarii tind să își apere iepele mai mult decât teritoriul.
Armăsarii își marchează teritoriul prin miros, lăsând grămezi de bălegar la intervale de-a lungul traseelor pe care le parcurg, pentru a avertiza alți masculi de prezența lor. În plus, când o iapă din turmă urinează, deseori armăsarul va urina în același loc, pentru a semnala celorlalți masculi că iapa face parte din turma lui. Armăsarii pot fi deseori văzuți mirosind bălegarul pentru a confirma marcarea teritoriului.

## Istoric
În secolul XV, Johann Schiltberger a fost printre primii europeni care au văzut acest cal, fiind prizonier al hanului mongol.
Calul este numit după generalul rus de origine poloneză Nikolai Przewalski (1839–1888). Explorator și naturalist, el a descris calul în 1881, după ce a plecat într-o expediție să îl găsească, deoarece circulau zvonuri despre existența lui. Mulți cai Przewalski au fost capturați în 1900 de Carl Hagenbeck și trimiși în varii grădini zoologice. Între 12 și 15 din aceștia s-au reprodus și au format populația actuală.
Populația nativă s-a diminuat în secolul al XX-lea din diverse cauze, iar turmele din Mongolia au dispărut în anii 1960. Ultima turmă a fost văzută în 1967 și ultimul cal singur în 1969. Expedițiile ulterioare nu au reușit să mai găsească alte exemplare, și specia a fost considerată "dispărută în libertate" pentru următorii 30 de ani.
După 1945, au rămas doar două grupuri în captivitate: în München și în Grădina Zoologică de la Praga. Grupul cel mai valoros, cel din Askania-Nova (Ucraina), a fost împușcat de soldați germani în timpul ocupației, și grupul din Statele Unite a murit.
În 1977, Jan și Inge Bouman înființează Fundația pentru conservarea și protecția calului lui Przewalski, care inițiază un program de schimb între populațiile din grădinile zoologice din toată lumea pentru a reduce reproducerea între indivizi îndudiți, iar apoi începe un program de reproducere propriu. În 1992, 16 cai au fost eliberați în Mongolia, urmați de alții mai târziu. Acești cai reintroduși s-au înmulțit cu succes, iar statutul animalului a fost schimbat din "dispărut în libertate" în "amenințat" în 2005. În ciuda acestui fapt, calul lui Przewalski este încă clasificat drept dispărut în libertate de Lista roșie a IUCN, pentru că  nu a fost reevaluat din 1996. Zona în care a fost reintrodus a devenit Parcul Național Khustain Nuruu.

## Eforturi de conservare

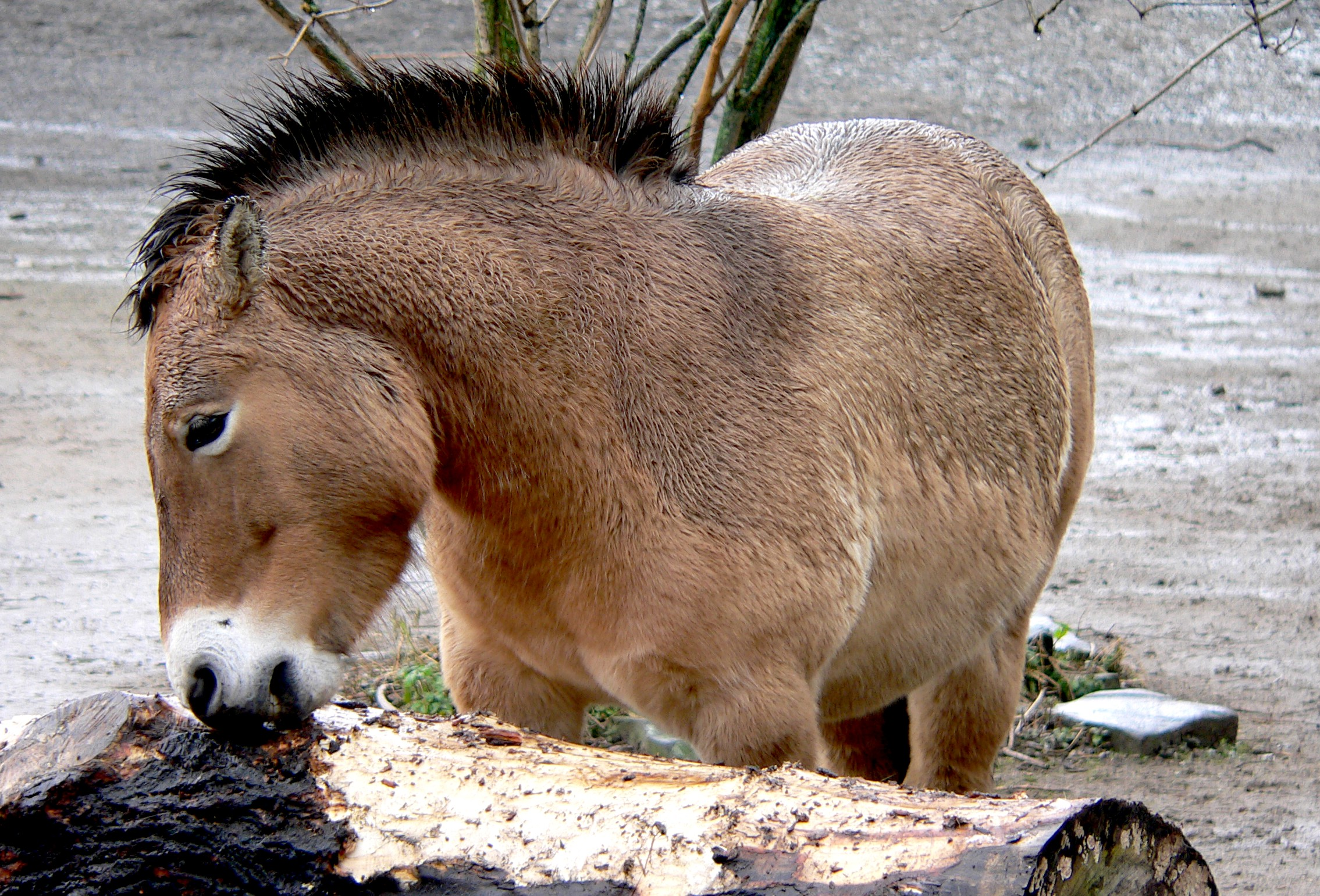
Un exemplar de cal mongol sălbatic

Zeci de grădini zoologice din lume au numere mici de cai Przewalski, dar există și rezervații special dedicate speciei.
Cel mai mare program de reproducere în captivitate pentru calul lui Przewalski se desfășoară la rezervația Askania-Nova din Ucraina. Câteva zeci de cai au fost eliberați și în zona evacuată după accidentul de la Cernobîl, care este acum o rezervație naturală de facto. O populație puternic monitorizată a fost eliberată în pusta Hortobágy din Ungaria; informațiile colectate aici despre structură, comportament și boli sunt folosite pentru a îmbunătăți programul de conservare din Mongolia.
În pădurea Clocaenog din North Wales, Marea Britanie, trei cai Przewalski trăiesc într-un padoc de 5 hectare, pe situl unei foste așezări din neolitic sau epoca de piatră. Au fost introduși în 2004, în speranța că se va putea recrea peisajul din epoca de piatră, când cai asemănători alergau liberi prin Marea Britanie.
Încă o turmă există în rezervația Wilds Wildlife din Cumberland, statul Ohio, în SUA. Cei aproximativ 17 cai sunt ținuți într-o zonă ce găzduiește și alte animale asiatice. Câte o populație mică se găsește și la Smithsonian Institution aproape de Front Royal, Virginia și respectiv în Parcul Național Zoologic Smithsonian din Washington, DC.
Descoperirile recente în știința reproducerii ecvinelor fac posibilă conservarea și extinderea fondului genetic al calului lui Przewalski. În octombrie 2007, cercetătorii de la Parcul Național Zoologic Smithsonian au anulat cu succes o vasectomie a unui cal Przewalski - prima operație de acest fel pe această specie, și probabil prima pe o specie amenințată. Deși vasectomia se poate realiza pe un animal amenințat în anumite circumstanțe, mai ales dacă individul a produs mulți descendenți și genele sale sunt supra-reprezentate în populație, oamenii de știință au decis că exemplarul era unul dintre cele mai valoroase din programul de reproducere nord-american.